# Ракетные крейсера типа «Галвестон»
Ракетные крейсера типа «Галвестон» — три корабля, первоначально строившиеся как лёгкие крейсера типа «Кливленд», в 1957 году реклассифицированные и в 1957—1960 перестроенные в лёгкие ракетные крейсера (CLG).
В процессе двухлетней реконструкции на всех трёх кораблях была удалена задняя часть надстройки, чтобы освободить место под ЗРК «Талос» с магазином на 46 ракет. Были также установлены три большие мачты для размещения радаров, системы наведения ракет и коммуникационного оборудования. «Литтл-Рок» и «Оклахома-Сити» одновременно были оборудованы как флагманские корабли, что потребовало реконструкции и расширения новосой части надстройки, в результате чего были дополнительно демонтированы одна трёхорудийная башня 152-мм орудий и две спаренные 127-мм артустановки. «Галвестон» сохранил стандартное носовое вооружение крейсеров типа «Кливленд»: две трёхорудийные башни 152-мм орудий и три спаренные 127-мм артустановки.
Сходным образом были реконструированы три других крейсера типа «Кливленд» — «Провиденс», «Спрингфилд» и «Топека» (первые два — как флагманские корабли). Эти корабли получили ЗРК «Терьер» и были реклассифицированы как ракетные крейсера типа «Провиденс».
Все бывшие корабли типа «Кливленд», переоборудованные в лёгкие ракетные крейсера, испытывали проблемы с остойчивостью, вызванные большой массой ракетной установки и электронного оборудования. Особенно это относилось к крейсерам типа «Галвестон», оборудованных более массивным ЗРК «Талос». Другим недостатком конструкции кораблей типа «Галвестон» была недостаточная продольная жёсткость корпуса.
Все три корабля серии были выведены в резерв в 1970—1979 годах. «Литтл-Рок» и «Оклахома-Сити», находившиеся в строю во время реклассификации кораблей ВМФ США в 1975 году, были классифицированы как ракетные крейсера (CG).
«Галвестон» был утилизирован в середине 1970-х годов, «Оклахома-Сити» — потоплен в качестве плавучей мишени в 1999 году, «Литтл-Рок» превращён в корабль-музей в Буффало (шт. Нью-Йорк).

## ЗРК «Талос»
В состав ЗРК «Талос» входили следующие составные части:
- Система управления огнём Mk 77
  - РЛС сопровождения и подсветки цели AN/SPG-49
  - РЛС управления ракетой AN/SPW-2
  - Компьютер управления стрельбой Mk 111
  - Компьютер вычисления траектории PDP-8

Кроме того, ЗРК взаимодействовал с некоторыми системами корабля, не входившими в его состав:
- Радар воздушного обзора AN/SPS-43 — обеспечивал целеуказание для ЗРК «Талос»;
- Трёхкоординатный радар сопровождения AN/SPS-30 — при первоначальном целеуказании обеспечивал информацию о высоте цели;
- Радар обзора поверхности AN/SPS-10 — обеспечивал целеуказание по надводным целям;
- Радар управления артиллерийским огнём Mk 37 — альтернативный источник целеуказания по надводным целям;

## Состав серии
| Название      | Номер | Верфь | Заложен | Спущен  | В строю | Списан  |
| ------------- | ----- | ----- | ------- | ------- | ------- | ------- |
| Galveston     | CLG-3 |       | 08.1943 | 04.1945 | 05.1958 | 05.1970 |
| Little Rock   | CLG-4 |       | 03.1943 | 08.1944 | 06.1960 | 05.1976 |
| Oklahoma City | CLG-5 |       | 12.1942 | 02.1944 | 09.1960 | 12.1979 |